# Катарина Малеєва
Катарина Малеєва (болг. Katerina Maleeva, нар. 7 травня 1969) — колишня  болгарська тенісистка. 
Найвищу одиночну позицію рейтингу WTA — 6 місце досягнула 9 липня 1990 року.
Завершила кар'єру 1997 року.

## Головні фінали

### Турніри Великого шолома

#### Парний розряд: 1 поразка
| Результат | Рік  | Championship                     | Покриття | Партнер    | Опоненти                          | Рахунок  |
| --------- | ---- | -------------------------------- | -------- | ---------- | --------------------------------- | -------- |
| Поразка   | 1994 | Відкритий чемпіонат США з тенісу | Тверде   | Робін Вайт | Яна Новотна Аранча Санчес Вікаріо | 3–6, 3–6 |

## Фінали турнірів WTA

### Одиночний розряд: 20 (11–9)
| Перемога — Легенда            |
| ----------------------------- |
| Турніри Великого шолома (0–0) |
| Tier I (0–2)                  |
| Tier II (0–1)                 |
| Tier III (2–2)                |
| Tier IV (1–2)                 |
| Tier V (4–1)                  |
| Virginia Slims (4–1)          |

| Фінали за покриттям |
| ------------------- |
| Тверде (5–5)        |
| Трава (0–0)         |
| Ґрунт (4–4)         |
| Килим (2–0)         |

| Результат | Ранг | Дата              | Турнір                     | Покриття   | Опонент               | Рахунок             |
| --------- | ---- | ----------------- | -------------------------- | ---------- | --------------------- | ------------------- |
| Перемога  | 1.   | 1 квітня 1985     | Seabrook Island, USA       | Ґрунт      | Вірджинія Рузіч       | 6–3, 6–3            |
| Поразка   | 1.   | 22 квітня 1985    | Орландо, USA               | Ґрунт      | Мартіна Навратілова   | 1–6, 0–6            |
| Перемога  | 2.   | 4 листопада 1985  | Гілверсум, Нідерланди      | Килим (i)  | Каріна Карлссон       | 6–3, 6–2            |
| Перемога  | 3.   | 13 квітня 1987    | Japan Open (теніс), Японія | Тверде     | Барбара Геркен        | 6–2, 6–3            |
| Перемога  | 4.   | 5 жовтня 1987     | Афіни, Греція              | Ґрунт      | Жулі Алар-Декюжі      | 6–0, 6–1            |
| Поразка   | 2.   | 29 лютого 1988    | Connecticut Open, USA      | Тверде     | Штеффі Граф           | 4–6, 1–6            |
| Поразка   | 3.   | 25 липня 1988     | Гамбург, Західна Німеччина | Ґрунт      | Steffi Graf           | 4–6, 2–6            |
| Перемога  | 5.   | 24 жовтня 1988    | Індіанаполіс, USA          | Тверде (i) | Зіна Гаррісон         | 6–3, 2–6, 6–2       |
| Перемога  | 6.   | 24 липня 1989     | Swedish Open, Швеція       | Ґрунт      | Забіне Гак            | 6–1, 6–3            |
| Поразка   | 4.   | 31 липня 1989     | Sofia, Болгарія            | Ґрунт      | Ізабель Куето         | 2–6, 6–7(3–7)       |
| Перемога  | 7.   | 16 жовтня 1989    | Байонна, Франція           | Тверде (i) | Кончіта Мартінес      | 6–2, 6–2            |
| Перемога  | 8.   | 30 жовтня 1989    | Індіанаполіс, USA          | Тверде (i) | Раффаелла Реджі       | 6–4, 6–4            |
| Перемога  | 9.   | 26 березня 1990   | Х'юстон, USA               | Ґрунт      | Аранча Санчес Вікаріо | 6–1, 1–6, 6–4       |
| Поразка   | 5.   | 16 квітня 1990    | Тампа, USA                 | Ґрунт      | Моніка Селеш          | 1–6, 0–6            |
| Поразка   | 6.   | 30 липня 1990     | Мастерс Канада, Канада     | Тверде     | Steffi Graf           | 1–6, 7–6(10–8), 3–6 |
| Поразка   | 7.   | 5 серпня 1991     | Мастерс Канада, Канада     | Тверде     | Дженніфер Капріаті    | 2–6, 3–6            |
| Поразка   | 8.   | 19 серпня 1991    | Washington, USA            | Тверде     | Аранча Санчес Вікаріо | 2–6, 5–7            |
| Перемога  | 10.  | 11 листопада 1991 | Індіанаполіс, USA          | Тверде (i) | Одра Келлер           | 7–6(7–1), 6–2       |
| Поразка   | 9.   | 1 листопада 1993  | Tournoi de Québec, Канада  | Тверде (i) | Наталі Тозья          | 4–6, 1–6            |
| Перемога  | 11.  | 31 жовтня 1994    | Tournoi de Québec, Канада  | Килим (i)  | Бренда Шульц-Маккарті | 6–3, 6–3            |

### Парний розряд: 10 (2–8)
| Перемога — Легенда            |
| ----------------------------- |
| Турніри Великого шолома (0–1) |
| Tier I (0–1)                  |
| Tier II (1–0)                 |
| Tier III (0–1)                |
| Tier IV (0–0)                 |
| Tier V (0–3)                  |
| Virginia Slims (1–2)          |

| Фінали за покриттям |
| ------------------- |
| Тверде (0–3)        |
| Трава (0–0)         |
| Ґрунт (1–3)         |
| Килим (1–2)         |

| Результат | Ранг | Дата             | Турнір                           | Покриття   | Партнер         | Опоненти                          | Рахунок            |
| --------- | ---- | ---------------- | -------------------------------- | ---------- | --------------- | --------------------------------- | ------------------ |
| Перемога  | 1.   | 22 липня 1985    | Індіанаполіс, USA                | Ґрунт      | Мануела Малеєва | Penny Barg Пола Сміт              | 3–6, 6–3, 6–4      |
| Поразка   | 1.   | 8 вересня 1986   | Toray Pan Pacific Open, Японія   | Килим (i)  | Manuela Maleeva | Беттіна Бюнге Штеффі Граф         | 1–6, 7–6(9–7), 2–6 |
| Поразка   | 2.   | 14 вересня 1987  | Toray Pan Pacific Open, Японія   | Килим (i)  | Manuela Maleeva | Енн Вайт Робін Вайт               | 1–6, 2–6           |
| Поразка   | 3.   | 11 липня 1988    | Брюссель, Бельгія                | Ґрунт      | Раффаелла Реджі | Мерседес Пас Тіна Шоєр-Ларсен     | 6–7(3–7), 1–6      |
| Поразка   | 4.   | 8 серпня 1988    | Sofia, Болгарія                  | Тверде (i) | Сабрина Голеш   | Кончіта Мартінес Барбара Паулюс   | 6–1, 1–6, 4–6      |
| Поразка   | 5.   | 24 липня 1989    | Swedish Open, Швеція             | Ґрунт      | Sabrina Goleš   | Mercedes Paz Tine Scheuer-Larsen  | 2–6, 5–7           |
| Перемога  | 2.   | 3 лютого 1992    | Ессен, Німеччина                 | Килим (i)  | Барбара Ріттнер | Сабін Аппельманс Клаудія Порвік   | 7–5, 6–3           |
| Поразка   | 6.   | 4 травня 1992    | Мастерс Рим, Італія              | Ґрунт      | Barbara Rittner | Моніка Селеш Гелена Сукова        | 1–6, 2–6           |
| Поразка   | 7.   | 1 листопада 1993 | Tournoi de Québec, Канада        | Тверде (i) | Наталі Тозья    | Катріна Адамс Манон Боллеграф     | 4–6, 4–6           |
| Поразка   | 8.   | 29 серпня 1994   | Відкритий чемпіонат США з тенісу | Тверде     | Robin White     | Яна Новотна Аранча Санчес Вікаріо | 3–6, 3–6           |

## Фінали ITF: 3 (2–1)

### Одиночний розряд: 2 (1–1)
| Легенда          |
| ---------------- |
| Турніри $100,000 |
| Турніри $75,000  |
| Турніри $50,000  |
| Турніри $25,000  |
| Турніри $10,000  |

| Результат | Ранг | Дата           | Турнір                  | Покриття | Опонент       | Рахунок       |
| --------- | ---- | -------------- | ----------------------- | -------- | ------------- | ------------- |
| Перемога  | 1.   | 11 червня 1984 | Ліон, Франція           | Ґрунт    | Мерседес Пас  | 7–6, 3–6, 6–2 |
| Поразка   | 1.   | 16 липня 1984  | Кава-де-Тіррені, Італія | Ґрунт    | Лаура Гарроне | 1–6, 5–7      |

### Парний розряд: 1 (1–0)
| Легенда          |
| ---------------- |
| Турніри $100,000 |
| Турніри $75,000  |
| Турніри $50,000  |
| Турніри $25,000  |
| Турніри $10,000  |

| Результат | Ранг | Дата            | Турнір          | Покриття | Партнер         | Опоненти                      | Рахунок  |
| --------- | ---- | --------------- | --------------- | -------- | --------------- | ----------------------------- | -------- |
| Перемога  | 1.   | 23 вересня 1985 | Софія, Болгарія | Ґрунт    | Мануела Малеєва | Івона Бржакова Гана Фукаркова | 6–1, 6–2 |

## Виступи в одиночних турнірах Великого шолома
| Турнір                                 | 1984  | 1985  | 1986  | 1987  | 1988  | 1989  | 1990  | 1991  | 1992  | 1993  | 1994  | 1995  | 1996  | 1997  | Career SR | Career Перемоги-Поразки |
| -------------------------------------- | ----- | ----- | ----- | ----- | ----- | ----- | ----- | ----- | ----- | ----- | ----- | ----- | ----- | ----- | --------- | ----------------------- |
| Відкритий чемпіонат Австралії з тенісу | A     | 3р    | NH    | A     | A     | A     | ЧФ    | ЧФ    | 2р    | 2р    | 1р    | 1р    | К1р   | A     | 0 / 7     | 16–7                    |
| Відкритий чемпіонат Франції з тенісу   | A     | 3р    | 2р    | 2р    | 1р    | 2р    | ЧФ    | 3р    | 2р    | 2р    | 2р    | 1р    | К2р   | A     | 0 / 11    | 22–11                   |
| Вімблдонський турнір                   | A     | 1р    | 3р    | 1р    | 2р    | A     | ЧФ    | 2р    | ЧФ    | 1р    | 1р    | 1р    | A     | A     | 0 / 10    | 16–10                   |
| Відкритий чемпіонат США з тенісу       | A     | 1р    | 3р    | 3р    | ЧФ    | 2р    | 2р    | 3р    | 3р    | ЧФ    | 2р    | A     | A     | A     | 0 / 10    | 21–10                   |
| SR                                     | 0 / 0 | 0 / 4 | 0 / 3 | 0 / 3 | 0 / 3 | 0 / 2 | 0 / 4 | 0 / 4 | 0 / 4 | 0 / 4 | 0 / 4 | 0 / 3 | 0 / 0 | 0 / 0 | 0 / 38    | 75–38                   |
| Рейтинг на кінець року                 | 93    | 28    | 29    | 13    | 11    | 15    | 6     | 11    | 16    | 22    | 36    | 302   | 231   | NR    |           |                         |

- NH = tournament not held.
- A = did not participate in the tournament.
- SR = the ratio of the number of Grand Slam singles турніри won to the number of those турніри played.

## See also
- Мануела Малеєва
- Магдалена Малеєва
- Список тенісисток за країною